# Befreiung-der-Quelle-Brunnen

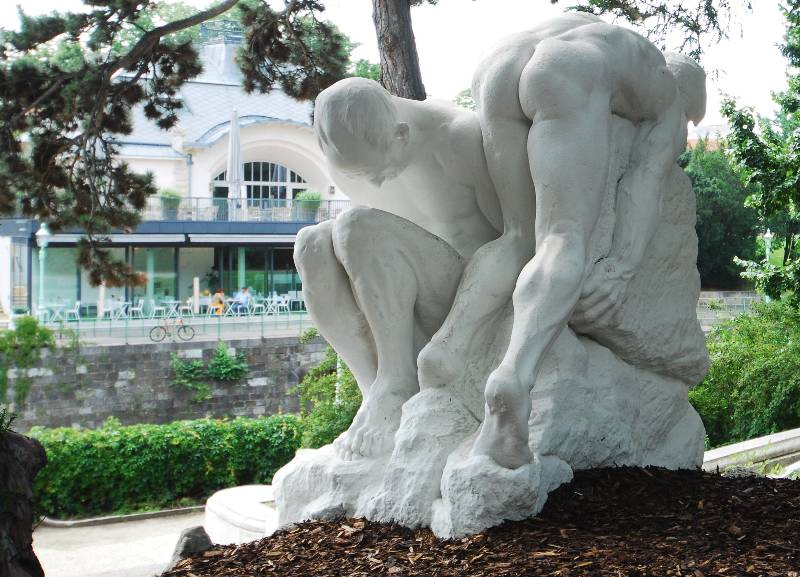
Befreiung-der-Quelle-Brunnen

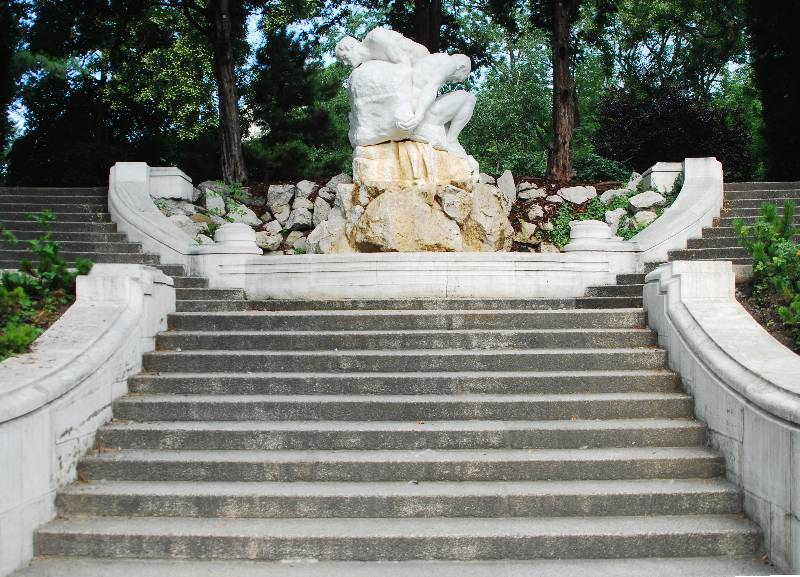
Befreiung-der-Quelle-Brunnen

Der Befreiung-der-Quelle-Brunnen in dem im 1. Wiener Gemeindebezirk Innere Stadt gelegenen Teil des Wiener Stadtparks ist einer von sechs Brunnen in dieser Parkanlage.

## Beschreibung
Zwei männliche Kolossalfiguren aus Leithakalk bemühen sich, einen Felsbrocken anzuheben, der den Wasseraustritt einer Quelle behindert. Aus einem dabei bereits entstandenen Spalt fließt das Wasser in ein tiefer gelegenes ovales Wasserbecken aus Leithakalk, welches ein Fassungsvermögen von ungefähr vier Kubikmetern Wasser besitzt. Zwischen der Figurengruppe und dem Brunnenbecken befindet sich ein aus Leithakonglomerat gestalteter „Naturfelsen“.
Der Befreiung-der-Quelle-Brunnen ist Bestandteil einer aus Gmünder Granit hergestellten Stiegenanlage vom Wiener Stadtpark zur tiefer gelegenen Wienflusspromenade gegenüber der im 3. Gemeindebezirk gelegenen Meierei.

## Geschichte
Die Figurengruppe wurde von Josef Heu gestaltet und 1903 von der Gemeinde Wien anlässlich der VIII. Frühjahrsausstellung der Künstlervereinigung Hagenbund erworben. Die vom Architekten Josef Urban gestaltete Anlage wurde am 16. November 1903 enthüllt.